# Karl Rohn
Karl Friedrich Wilhelm Rohn (Schwanheim, Confederación Germánica, 25 de enero de 1855-Leipzig, Alemania, 4 de agosto de 1920) fue un matemático alemán especializado en geometría.

## Biografía
Rohn estudió en las universidades de Darmstadt, Leipzig y Múnich, inicialmente ingeniería pero más tarde se pasó a las matemáticas por la influencia de Alexander von Brill, entre otros. En 1878, obtuvo su doctorado bajo la dirección de Felix Klein en Múnich, y en 1879 obtuvo la habilitación en Leipzig. El tema de su tesis doctoral y de su habilitación fueron las superficies de Kummer de orden 4 y su relación con las funciones hiperelípticas (con superficies de Riemann de género 2). En 1884, se convirtió en profesor asociado de la Universidad de Leipzig, y al año siguiente de la Universidad Técnica de Dresde, donde fue profesor de geometría descriptiva desde 1887. En 1904 regresó como profesor a Leipzig.
Además de superficies de Kummer, trabajó también en curvas algebraicas y completó el trabajo de clasificación de Georges Halphen y Max Noether.
En 1913 fue presidente de la Deutsche Mathematiker-Vereinigung.